# Esther Figueiredo Ferraz
Esther Figueiredo Ferraz née le 6 février 1915 à São Paulo (Brésil) et morte le 23 septembre 2009 dans la même ville, est une femme politique brésilienne. Elle est ministre de l'Éducation entre 1982 et 1985, devenant la première femme brésilienne à occuper une fonction ministérielle.

## Sources
- (en) Cet article est partiellement ou en totalité issu de l’article de Wikipédia en anglais intitulé « Esther Figueiredo Ferraz » (voir la liste des auteurs).